# Ibrahim di Buda
Kara İbrahim, noto anche come İbrahim di Buda (in turco Bayburtlu Kara İbrahim Paşa, "Ibrahim Pascià il Coraggioso di Bayburt"; Bayburt, 1620 circa – Rodi, 1687), è stato un politico ottomano di origine bosniaca.
È stato Gran Visir dell'Impero dal 25 dicembre 1683 al 18 novembre 1685, precedentemente aveva ricoperto la carica di governatore ottomano dell'Egitto dal 1669 al 1673.